# 수성부부인
수성부부인 김씨(隨城府夫人 金氏)는 조선 초기의 왕족이다. 광산군(光山君) 김한로(金漢老)의 딸로, 태종의 장남 양녕대군의 부인이다.

## 생애
광산 김씨(光山 金氏) 김한로(金漢老)와 선경택주 전씨(善慶宅主 全氏)의 딸이다. 1407년 왕세자 이제(훗날의 양녕대군)와 혼인하여 왕세자빈(王世子嬪)에 올라 숙빈(淑嬪)에 봉작되었으나 1418년 남편이 폐세자가 되자 그녀도 폐빈되어 삼한 국대부인(三韓國大夫人)이 되었다. 세종14년에 국대부인이 부부인으로 개칭되면서 수성부부인(隨城府夫人)이 되었다.

## 가족 관계
- 아버지 : 광산군(光山君) 김한로(金漢老)
- 어머니 : 선경택주 정선 전씨
  - 남편 : 양녕대군(讓寧大君)
    - 1남 : 순성군(順成君) 희안공(僖安公) 이개(李豈)
    - 2남 : 함양군(咸陽君) 이안공(夷安公) 이포(李布)
    - 3남 : 서산군(瑞山君) 이혜(李譿)
    - 1녀 : 재령군주(載寧郡主)
    - 사위 : 지돈녕 이자(李孜)
    - 2녀 : 현주(縣主)
    - 사위 : 중추부사 이번(李蕃)
    - 3녀 : 영평현주(永平縣主)
    - 사위 : 주부 김철균(金哲勻)
    - 4녀 : 현주(縣主)
    - 사위 : 군수 박수종
    - 5녀 : 영천군주(永川郡主)
- 시아버지 : 조선 제3대 국왕 태종(太宗)
- 시어머니 : 원경왕후 민씨(元敬王后 閔氏)

## 수성부부인이 등장한 작품

### 드라마
- 《용의 눈물》(KBS, 1996년~1998년, 배우: 안연홍)
- 《대왕 세종》(KBS, 2008년, 배우: 유서진, 여윤정)